# Carinola
Carinola – miejscowość i gmina we Włoszech, w regionie Kampania, w prowincji Caserta.
Według danych na rok 2004 gminę zamieszkiwały 8092 osoby, 128,4 os./km².